# Harmon Killebrew
Harmon Clayton Killebrew, soprannominato "The Killer" e "Hammerin' Harmon" (Payette, 29 giugno 1936 – Scottsdale, 17 maggio 2011), è stato un giocatore di baseball statunitense che ha giocato nei ruoli di prima base, terza base ed esterno nella Major League Baseball (MLB). È stato introdotto nella National Baseball Hall of Fame nel 1984.

## Carriera
Nel corso dei suoi 22 anni di carriera nella Major League Baseball, Killebrew giocò sempre con i Minnesota Twins, tranne un'ultima stagione in forza ai Kansas City Royals. Fu un battitore di potenza prolifico che al momento del ritiro era secondo solo a Babe Ruth nella American League (AL) per fuoricampo in carriera e primo tra i battitori destri (un primato successivamente superato da Alex Rodriguez).
Killebrew poteva contare su una solida struttura fisica che dava grande potenza alle sue battute. Negli anni sessanta dominò la AL, colpendo 40 fuoricampo in otto occasioni. Nel 1965 disputò le World Series coi Twins, perdendo con i Los Angeles Dodgers. La sua migliore annata fu nel 1969, quando batté 49 home run, fece registrare 140 punti battuti a casa (RBI) e fu premiato come MVP dell'American League. Killebrew guidò per sei volte la lega in home run e tre volte in RBI, venendo convocato per 13 All-Star Game.
Killebrew era noto, oltre che per la frequenza dei suoi fuoricampo, anche per la loro distanza. Batté i più lunghi home run mai misurati al Metropolitan Stadium di Minneapolis, (160 m), e al Memorial Stadium di Baltimora, 144 m, e fu il primo di soli quattro battitori a colpire il tetto del lato sinistro del Tiger Stadium di Detroit. Malgrado i suoi soprannomi e il suo stile di gioco basato sulla potenza, Killebrew era considerato dai suoi colleghi di temperamento tranquillo e gentile. Quando gli fu chiesto una volta quali fossero i suoi hobby, Killebrew rispose: "Credo solamente lavare i piatti."
Dopo il ritiro dal baseball, Killebrew lavorò come commentatore per diverse squadre dal 1976 al 1988, dopo di che divenne istruttore dei battitori degli Oakland Athletics. Gli fu diagnosticato un cancro all'esofago nel dicembre 2010 e morì cinque mesi dopo. Nel 1999, The Sporting News lo inserì al 69º posto nella classifica dei migliori cento giocatori di tutti i tempi.

## Palmarès
- MVP dell'American League: 1

1969
- MLB All-Star: 13

1959, 1959², 1961, 1961², 1963–1971
- Leader dell'American League in fuoricampo: 6

1959, 1962–1964, 1967, 1969
- Leader dell'American League in punti battuti a casa: 3

1962, 1969, 1971
- Numero 3 ritirato dai Minnesota Twins